# 劳动英雄 (朝鲜)
劳动英雄（朝鲜语：／）是朝鲜民主主义人民共和国的国家荣誉称号，地位仅次于共和国英雄。
1951年7月17日，朝鲜最高人民会议常任委员会决定设立该称号，以授予在朝鲜经济文化建设中有突出贡献的个人与团体。